# Luna Paiano
Luna Paiano (* 2006) ist eine Schweizer Schauspielerin.

## Leben
Luna Paiano lebt in Bern und besucht das Gymnasium. Sie spielte beim Theater fünfnachbusch das Stück Mi lieb gstöört Vättu, ein Zweipersonenstück über einen depressiven Vater und seinen einfallsreichen Sohn. Es handelt sich dabei um eine schweizerdeutsche Adaption von Paula Fünfecks Stück Mein lieber verrückter Vater. Die Premiere fand am 13. Januar 2016, die Derniere am 29. Oktober 2017 im Schlachthaustheater Bern statt.
Nach einem Episodenauftritt im Fernsehkrimi Der Bestatter spielte sie im Kinofilm Papa Moll und die Entführung des fliegenden Hundes die Figur der Evi Moll. Im vierten und fünften Film der Kinofilmreihe Ostwind verkörperte sie die Rolle der Ari. 2021 spielte sie die Rolle der Fabienne Zimmermann in der schweizerischen Krimiserie Wilder.

## Filmografie
- 2017: Der Bestatter (Fernsehserie, Episode 5.02: Wer zuletzt lacht)
- 2017: Papa Moll und die Entführung des fliegenden Hundes – Regie: Manuel Flurin Hendry
- 2019: Ostwind – Aris Ankunft
- 2021: Ostwind – Der große Orkan
- 2021: Wilder – 3. Staffel